# IC 3460
IC 3460 ist eine Spiralgalaxie vom Hubble-Typ Scd im Sternbild Coma Berenices am Nordsternhimmel. Sie ist schätzungsweise 202 Millionen Lichtjahre von der Milchstraße entfernt und hat einen Durchmesser von 55.000 Lichtjahren. 

Im selben Himmelsareal befinden sich unter anderem die Galaxien IC 3454, IC 3482, IC 3491, IC 3494.
Das Objekt wurde am 23. März 1903 von Max Wolf entdeckt.